# A Sárga-tenger
A Sárga-tenger (hangul: 황해, Hvanghe, RR: Hwanghae) (angol címén: The Yellow Sea) 2010-ben bemutatott dél-koreai thrillerfilm, melynek a forgatókönyvírója és a rendezője Na Hongdzsin (Na Hong-jin). A főbb szerepekben Ha Dzsongu (Ha Jung-woo), Kim Junszok (Kim Yun-seok) és Cso Szongha (Jo Seong-ha) látható. 
Dél-Koreában 2010. december 22-én mutatták be, Magyarországon 2012. április 14-én.Több jelölést is  kapott különböző filmfesztiválokon és számos díjat nyert.

## Cselekmény
Igencsak pocsék kerékvágásba fordult Gu-nam élete, a párjáról már egy jó ideje nem is halott és adósságai is vannak. Próbál valahogy a felszínen maradni de nem igazán sikerül neki, csak tengődik. Egy nap azonban kap egy ajánlatot, amivel normális mederbe terelhetné az életét. Az lenne a dolga, hogy megöl egy fickót. Gu-nam elvállalja a melót, mert le akar számolni az eddigi életével, de mivel még tapasztalatlan a gyilkosság területén, ezért alaposan feltérképezi a helyszínt és mindent pontosan kigondol. Úgy érzi, készen áll átlépni a jó és a rossz határvonalát, és amikor elérkezik a gyilkosság napja, már csak túl akar lenni rajta. De kicsúsznak a dolgok a kezei közül és egy vérfürdő kellős közepén találja magát. Innentől kezdve bujkálnia kell, de ki akarja deríteni, hogy mi is történt igazából.

## Szereplők
- Ha Dzsongu (Ha Jung-woo): Kunam (Gu-nam)
- Kim Junszok (Kim Yun-seok): Mjongga (Myeon-ga)
- Cso Szongha (Jo Seong-ha): Thevon (Tae-won)

## Fogadtatás
A filmet Dél-Koreában az első öt napban egymillióan látták, ezzel vezette a toplistát. Összesen 2,1 millió nézőt vonzott.
A Metacritic oldalán 70/100, 19 kritika alapján. A Rotten Tomatoes-on pedig 87% 23 kritika alapján.

## Díjak
Grand Bell Awards (2011)
- Cso Szongha (Jo Seong-ha)
- Legjobb jelmeztervezés: Cshe Gjonghva (Chae Gyeong-hwa)

Blue Dragon Film Awards (2011)
- Legjobb világítás: Hvang Szunuk (Hwang Sun-uk)

Paeksang Arts Awards (2011)
- Legjobb színész: Ha Dzsongu (Ha Jeung-woo)

Asian Film Awards (2011)
- Legjobb színész: Ha Dzsongu (Ha Jeung-woo)

Buil Film Awards (2011)
- Legjobb színész: Ha Dzsongu (Ha Jeung-woo)

Bucheon International Fantastic Film Festival (2011)
- Legjobb rendező: Na Hongdzsin (Na Hong-jin)